# Sandra Kiriasis
Sandra Kiriasis (nacida como Sandra Prokoff, Dresde, RDA, 4 de enero de 1975) es una deportista alemana que compitió en bobsleigh en la modalidad doble. 
Participó en cuatro Juegos Olímpicos de Invierno, obteniendo dos medallas, plata en Salt Lake City 2002 (junto con Ulrike Holzner) y oro en Turín 2006 (con Anja Schneiderheinze), el cuarto lugar en Vancouver 2010 y el quinto en Sochi 2014.
Ganó trece medallas en el Campeonato Mundial de Bobsleigh entre los años 2003 y 2013, y diez medallas en el Campeonato Europeo de Bobsleigh entre los años 2005 y 2014.

## Palmarés internacional
| Juegos Olímpicos   | Juegos Olímpicos                | Juegos Olímpicos  | Juegos Olímpicos |
| Año                | Lugar                           | Medalla           | Prueba           |
| ------------------ | ------------------------------- | ----------------- | ---------------- |
| 2002               | Salt Lake City (Estados Unidos) | Medalla de plata  | Doble            |
| 2006               | Turín (Italia)                  | Medalla de oro    | Doble            |
| Campeonato Mundial |                                 |                   |                  |
| Año                | Lugar                           | Medalla           | Prueba           |
| 2003               | Winterberg (Alemania)           | Medalla de plata  | Doble            |
| 2004               | Königssee (Alemania)            | Medalla de plata  | Doble            |
| 2005               | Calgary (Canadá)                | Medalla de oro    | Doble            |
| 2007               | Sankt Moritz (Suiza)            | Medalla de oro    | Doble            |
| 2007               | Sankt Moritz (Suiza)            | Medalla de oro    | Equipo           |
| 2008               | Altenberg (Alemania)            | Medalla de oro    | Doble            |
| 2008               | Altenberg (Alemania)            | Medalla de oro    | Equipo           |
| 2009               | Lake Placid (Estados Unidos)    | Medalla de oro    | Equipo           |
| 2011               | Königssee (Alemania)            | Medalla de oro    | Equipo           |
| 2012               | Lake Placid (Estados Unidos)    | Medalla de plata  | Doble            |
| 2012               | Lake Placid (Estados Unidos)    | Medalla de plata  | Equipo           |
| 2013               | Sankt Moritz (Suiza)            | Medalla de bronce | Doble            |
| 2013               | Sankt Moritz (Suiza)            | Medalla de plata  | Equipo           |
| Campeonato Europeo |                                 |                   |                  |
| Año                | Lugar                           | Medalla           | Prueba           |
| 2005               | Altenberg (Alemania)            | Medalla de plata  | Doble            |
| 2006               | Sankt Moritz (Suiza)            | Medalla de oro    | Doble            |
| 2007               | Cortina d'Ampezzo (Italia)      | Medalla de oro    | Doble            |
| 2008               | Cesana (Italia)                 | Medalla de oro    | Doble            |
| 2009               | Sankt Moritz (Suiza)            | Medalla de oro    | Doble            |
| 2010               | Igls (Austria)                  | Medalla de bronce | Doble            |
| 2011               | Winterberg (Alemania)           | Medalla de oro    | Doble            |
| 2012               | Altenberg (Alemania)            | Medalla de plata  | Doble            |
| 2013               | Igls (Austria)                  | Medalla de oro    | Doble            |
| 2014               | Königssee (Alemania)            | Medalla de plata  | Doble            |